# 基因卡

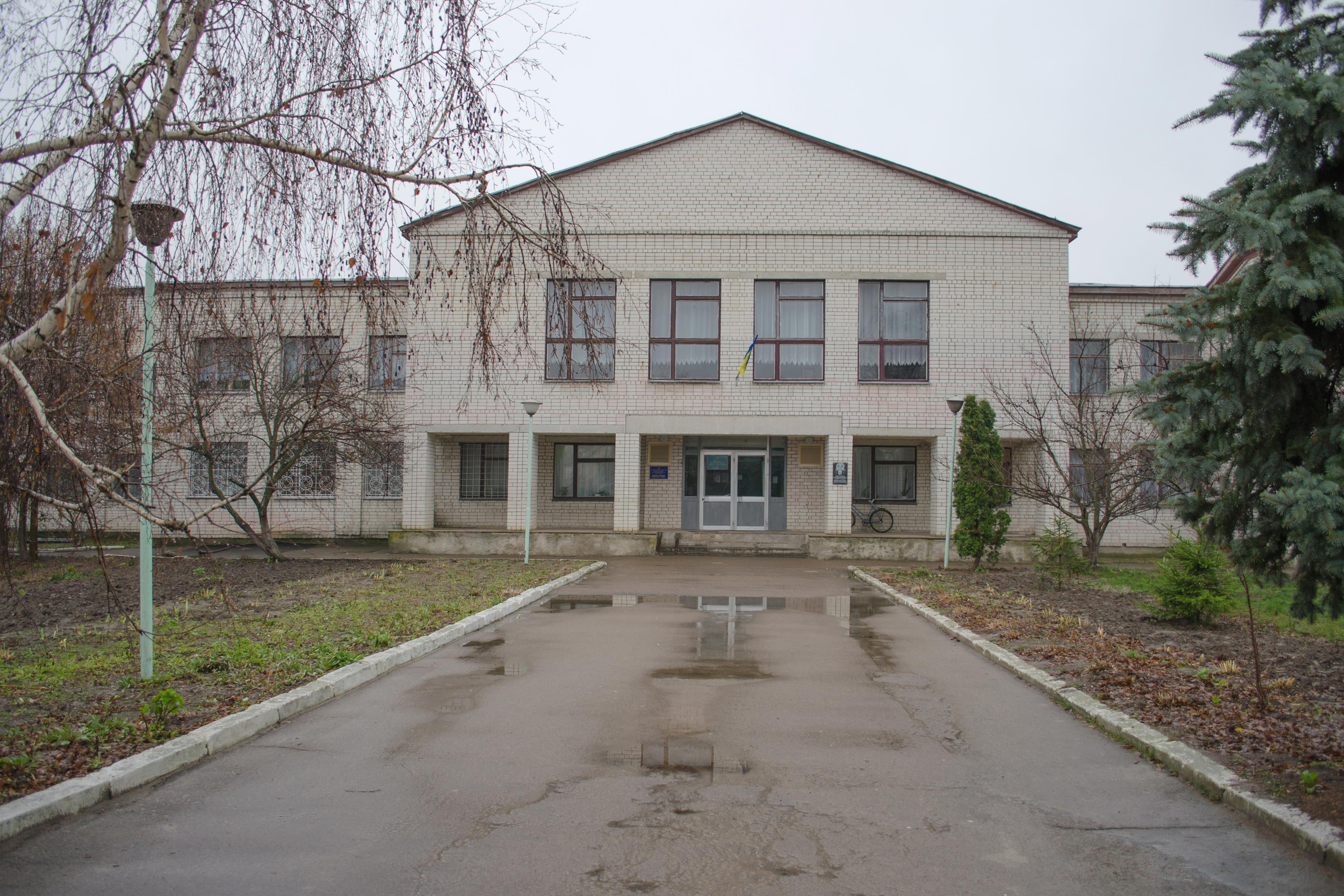
学校

基因卡（烏克蘭語：Киїнка），是烏克蘭北部切爾尼戈夫州切爾尼戈夫區基因卡市镇内的村落及其行政中心。始建於1660年，面積2.53平方公里，海拔高度117米，2001年人口2,552，人口密度每平方公里1,007.5人。